# Szank
Szank ist eine ungarische Gemeinde im Kreis Kiskunmajsa im Komitat Bács-Kiskun.
Der Wahlspruch der Gemeinde: „Mach das Gute und meide das Schlechte!“ (ungarisch „Tedd a jót, és kerüld a rosszat!“).
1964 wurden in der Nähe der Gemeinde Erdöl- und Erdgasvorräte entdeckt.

## Geographie
Szank liegt acht Kilometer nordwestlich der Stadt Kiskunmajsa.

## Gemeindepartnerschaften
- Erdene (Эрдэнэ), (Mongolei)
- Feketić (Фекетић), (Serbien)
- Gătaia (Rumänien)
- Mauru, (Finnland)
- Porumbenii Mari, (Rumänien)
- Quindici, (Italien)

## Sehenswürdigkeiten
- Baptistenkirche, erbaut 1923–1924
- Reformierte Kirche, erbaut 1862
- Römisch-katholische Kirche Magyarok Nagyasszonya, erbaut 1898

## Verkehr
Durch Szank verläuft die Landstraße Nr. 5404. Der nächstgelegene Bahnhof befindet sich in Kiskunmajsa.